# Goalball nos Jogos Parapan-Americanos de 2019 - Masculino
O torneio masculino de golbol nos Jogos Parapan-Americanos de 2019 foi realizado entre os dias 25 e 31 de agosto no centro de esportes da Villa Deportiva del Callao. Seis equipes participaram do evento.

## Medalhistas
Os jogadores medalhistas da edição foram:
|  | BRA Brasil                                                                                       |  | USA Estados Unidos                                                                |  | CAN Canadá                                                                                |
|  | José Roberto Oliveira Alex Sousa Leomon Moreno Josemarcio Sousa Romário Marques Emerson da Silva |  | Daryl Walker Tyler Merren Joshua Welborn John Kusku Calahan Young Matthew SImpson |  | Ahmad Zeividavi Aron Ghebreyohanes Bruno Haché Blair Nesbitt Douglas Ripley Peter Parsons |

## Formato
As oito equipes foram divididas em dois grupos de quatro equipes. Cada equipe enfrentou as outras equipes do mesmo grupo, totalizando três jogos, com classificação automática para as quartas de finais. As quatro vencedoras dessa fase se classificaram para as semifinais. Nas semifinais, as equipes vencedoras disputaram a medalha de ouro e as perdedoras a medalha de bronze.

## Fase de grupo
|  | Equipes automaticamente classificadas à fase de quartas de finais. |

Todas as partidas seguem o fuso horário local (UTC-5).

### Grupo A
| Pos | Time      | Pts | J | V | E | D | GP | GC | SG  |
| --- | --------- | --- | - | - | - | - | -- | -- | --- |
| 1   | Brasil    | 9   | 3 | 3 | 0 | 0 | 36 | 9  | +27 |
| 2   | Argentina | 6   | 3 | 2 | 0 | 1 | 29 | 23 | +6  |
| 3   | México    | 3   | 3 | 1 | 0 | 2 | 26 | 31 | -5  |
| 4   | Guatemala | 0   | 3 | 0 | 0 | 3 | 13 | 41 | -28 |

| 25 de Agosto de 2019 11:15 | Brasil | 9–2       | Argentina                       | Villa Deportiva del Callao Árbitro:GER Alexander Knecht USA Alison McCarraher |
|                            | Leomon Moreno 8:10', 2:08', 1:55' · Emerson da Silva 10:48', 0:56' · Josemarcio Sousa 11:44', 10:42', 5:44', 3:53' | Resultado | Fernando Rodriguez 9:08', 1:13' |                                                                               |

| 25 de Agosto de 2019 17:30 | México | 14–4      | Guatemala                                      | Villa Deportiva del Callao Árbitro:ESP Raquel Aguado USA Alison McCarraher |
|                            | David Trejo 9:50', 5:22', 4:20' · Vicente Trejo 10:30', 9:40', 8:42', 6:16', 4:44' · Carlos García 10:32', 9:33' · Alexis González 11:14', 6:55' | Relatório | · Julio Pantaleón 10:54', 5:08', 10:54', 9:49' |                                                                            |

| 26 de Agosto de 2019 15:00 | Brasil | 13–3      | México                                             | Villa Deportiva del Callao Árbitro:USA Alison MacCarraher GER Alexander Knecht |
|                            | Leomon Moreno 4:41', 4:21', 2:16', 1:17', 0:29' · Josemarcio Sousa 11:35', 11:28', 11:17', 10:48', 10:03' · Romario Marque 11:45', 11:02', 4:09' | Relatório | Vicente Trejo 8:59' · Alexis González 7:15', 6:40' |                                                                                |

| 26 de Agosto de 2019 17:30 | Argentina | 13–5      | Guatemala                                                              | Villa Deportiva del Callao Árbitro:BRA Fabiana Milioransa GER Alexander Knecht |
|                            | Fernando Rodriguez 11:43', 11:13', 10:42', 3:59', 2:53' · Hernan Almada 6:10', 3:45', 3:24', 1:57', 1:36' · Matias Britez 10:47', 0:38' | Relatório | Luís Daniel Molina 0:24' · Julio Pantaleón 9:37', 11:30', 5:36', 2:28' |                                                                                |

| 27 de Agosto de 2019 11:15 | Guatemala                                                  | 4–14      | Brasil                                                                                         | Villa Deportiva del Callao Árbitro:USA Alison McCarraher RUS Alexey Baryaev |
|                            | Luís Molina 10:03' · Julio Pantaleón 11:04', 8:18', 11:51' | Relatório | Alex Sousa 11:10', 10:40', 9:23', 8:09', 7:52' · Emerson da Silva 10:48', 6:33', 3:28', 10:54' |                                                                             |

| 27 de Agosto de 2019 17:30 | Argentina | 14–9      | México                                                                                     | Villa Deportiva del Callao Árbitro:BRA Fabiana Milioransa GER Alexander Knecht |
|                            | Fernando Rodríguez 10:14', 3:03' · Hernan Almada 4:53', 0:21', 9:16', 5:14', 4:46' · Matias Britez 8:30', 6:04', 4:10', 5:29', 0:40' | Relatório | David Trejo 3:49 0:50 7:23 6:34 3:25 10:03' · Alexis González 10:48 8:26 3:36 10:55 10:03' |                                                                                |

### Grupo B
| Pos | Time           | Pts | J | V | E | D | GP | GC | SG  |
| --- | -------------- | --- | - | - | - | - | -- | -- | --- |
| 1   | Estados Unidos | 9   | 3 | 3 | 0 | 0 | 35 | 10 | +25 |
| 2   | Venezuela      | 6   | 3 | 2 | 0 | 1 | 27 | 26 | +1  |
| 3   | Canadá         | 3   | 3 | 1 | 0 | 2 | 29 | 25 | +4  |
| 4   | Peru           | 0   | 3 | 0 | 0 | 3 | 5  | 35 | -30 |

| 25 de Agosto de 2019 15:00 | Estados Unidos                                                                                             | 10–5      | Canadá                                            | Villa Deportiva del Callao Árbitro:BRA Fabiana Milioransa ESP Raquel Aguado |
|                            | Joshua Welborn 11:45', 9:29', 8:42', 6:09', 2:40' · Tyler Merren 1:34', 7:16', 7:06' · Calahan Young 0:55' | Relatório | Blair Nesbitt 5:56', 4:23', 11:44', 10:12', 8:35' |                                                                             |

| 25 de Agosto de 2019 18:45 | Venezuela | 11–1      | Peru                    | Villa Deportiva del Callao Árbitro:ARG Yamila Cordoba GER Alexander Knecht |
|                            | Jonathan Rivas 10:50', 9:35' · Omar Eduardo Barreto 2:50' · Enrique Linarez 12:00', 11:20', 11:05', 10:39', 6:09' | Relatório | Jorge Luis Perez 10:13' |                                                                            |

| 26 de Agosto de 2019 11:15 | Estados Unidos | 12–2      | Venezuela                     | Villa Deportiva del Callao Árbitro:RUS Alexey Baryaev BRA Fabiana Milioransa |
|                            | John Kusku 10:31', 8:16' · Joshua Welborn 5:41', 1:05' · Tyler Merren 10:06', 7:15', 6:23', 2:55', 1:15' · Calahan Young 2:32', 2:25', 1:25' | Relatório | Wilmer Zambrano 11:57', 8:55' |                                                                              |

| 26 de Agosto de 2019 18:45 | Canadá                                                                                                 | 11–1      | Peru                   | Villa Deportiva del Callao Árbitro:USA Jonathan Newman RUS Alexey Baryaev |
|                            | Aron Ghenreyohanes 0:22' · Bruno Haché 9:4', 9:13', 9:03', 5:49', 5:10' · Douglas Ripley 11:08', 9:40' | Relatório | Jorge Luís Pérez 4:52' |                                                                           |

| 27 de Agosto de 2019 15:00 | Canadá | 13–14     | Venezuela | Villa Deportiva del Callao Árbitro:USA Jonathan Newman BRA Max Mascucci |
|                            | Aron Ghebreyohanes 5:00', 9:31' · Bruno Haché 6:38', 5:10', 3:37', 3:32', 1:35' · Blair Nesbitt 5:37', 4:46', 4:15', 0:58' | Relatório | Jonathan Rivas 1:03' · Fernando Ferrer 3:39' · Carlos Enrique Linarez 7:09' · Wilmer Jesus Zambrano 9:51', 8:19', 7:27', 11:18', 10:45' |                                                                         |

| 27 de Agosto de 2019 18:45 | Peru                                 | 3–13      | Estados Unidos | Villa Deportiva del Callao Árbitro:BRA Maz Marcucci RUS Alexy Baryaev |
|                            | Jorge Luís Perez 3:46', 2:43', 6:23' | Relatório | Matthew Simpson 4:59', 10:09', 8:15', 5:06' · Daryl Walker 5:18', 0:03' · Tyler Merren 9:07', 2:30' · Calahan Young 3:30', 3:16', 7:47', 6:28', 5:17' |                                                                       |

## Fase final
|  | Quartas de finais    | Quartas de finais    |                      |        | Semifinais | Semifinais |  |  | Final                | Final |
|  |                      |                      |                      |        |            |            |  |  |                      |       |
|  | 28 de agosto – 10:00 |                      |                      |        |            |            |  |  |                      |       |
|  |                      |                      |                      |        |            |            |  |  |                      |       |
|  | Brasil               | 11                   |                      |        |            |            |  |  |                      |       |
|  | Brasil               | 11                   | 29 de agosto – 12:30 |        |            |            |  |  |                      |       |
|  | Peru                 | 1                    |                      |        |            |            |  |  |                      |       |
|  | Peru                 | 1                    | Brasil               | 11     |            |            |  |  |                      |       |
|  | 28 de agosto – 11:15 |                      | Brasil               | 11     |            |            |  |  |                      |       |
|  |                      | Venezuela            | 1                    |        |            |            |  |  |                      |       |
|  | Venezuela            | Venezuela            | 1                    | 18     |            |            |  |  |                      |       |
|  | Venezuela            |                      | 31 de agosto – 17:45 | 18     |            |            |  |  |                      |       |
|  | México               | 17                   |                      |        |            |            |  |  |                      |       |
|  | México               | 17                   | Brasil               | 12     |            |            |  |  |                      |       |
|  | 28 de agosto – 12:30 |                      | Brasil               | 12     |            |            |  |  |                      |       |
|  |                      | Estados Unidos       | 9                    |        |            |            |  |  |                      |       |
|  | Estados Unidos       | Estados Unidos       | 9                    | 12     |            |            |  |  |                      |       |
|  | Estados Unidos       | 29 de agosto – 15:00 |                      | 12     |            |            |  |  |                      |       |
|  | Guatemala            | 2                    |                      |        |            |            |  |  |                      |       |
|  | Guatemala            | 2                    | Estados Unidos       | 6      | 3º lugar   | 3º lugar   |  |  |                      |       |
|  | 28 de agosto – 15:00 |                      | Estados Unidos       | 6      | 3º lugar   | 3º lugar   |  |  |                      |       |
|  |                      | Canadá               | 4                    |        |            |            |  |  |                      |       |
|  | Argentina            | Canadá               | 4                    | 3      | Venezuela  | 11         |  |  |                      |       |
|  | Argentina            |                      |                      | 3      | Venezuela  | 11         |  |  |                      |       |
|  | Canadá               | 6                    |                      | Canadá | 13         |            |  |  |                      |       |
|  | Canadá               | 6                    |                      |        | 13         |            |  |  |                      |       |
|  |                      |                      |                      |        |            |            |  |  | 31 de agosto – 15:15 |       |
|  |                      |                      |                      |        |            |            |  |  |                      |       |

Quartas de finais
| 28 de Agosto de 2019 10:00 | Brasil | 11–1      | Peru                         | Villa Deportiva del Callao Árbitro:GER Alexander Knecht USA Jonathan Newman |
|                            | Alex Sousa 11:09', 9:34', 6:23', 5:29', 4:14' · Leomon Moreno 11:51', 10:26', 9:26', 6:40' · Emerson da Silva 3:48' | Relatório | Hector Enrique Herrera 8:31' |                                                                             |

| 28 de Agosto de 2019 11:15 | Venezuela | 18–17     | México | Villa Deportiva del Callao Árbitro:USA Alison McCarraher RUS Alexey Baryaev |
|                            | Fernando Ferrer 5:51'] · Carlos Linarez 5:22', 2:55', 2:02' · Wilmer Zambrano 9:21', 7:35', 4:20', 3:04', 1:56' | Relatório | Vincete Trejo 2:48' · David Trejo 11:52', 6:15', 3:08', 10:35', 9:54' · Alexis González 11:37', 8:51', 7:32', 11:35', 6:39' |                                                                             |

| 28 de Agosto de 2019 12:30 | Estados Unidos | 12–2      | Guatemala                    | Villa Deportiva del Callao Árbitro:ARG Yamila Cordoba BRAMax Marcucci {{{3}}} |
|                            | John Kusku 7:57' · Joshua Welborn 6:29', 2:13', 11:04', 9:20' · Tyler Merren 8:01', 7:37', 7:16' · Calahan Young 0:45', 0:17', 7:06', 6:05' | Relatório | Julio Pantaleón 1:37', 7:17' |                                                                               |

| 28 de Agosto de 2019 15:00 | Argentina                                                            | 3–6       | Canadá                                                                  | Villa Deportiva del Callao Árbitro:RUS Alexey Baryaev BRA Fabiana Milioransa |
|                            | Fernando Rodríguez 0:52' · Hernan Almada 4:17' · Matias Britez 8:04' | Relatório | Douglas Ripley 5:37' · Blair Nesbitt 2:06', 11:30', 6:10', 4:43', 4:20' |                                                                              |

Semifinais
| 29 de Agosto de 2019 12:30 | Brasil                                                                    | 11–1      | Venezuela             | Villa Deportiva del Callao Árbitro:USA Alison McCarraher RUS Alexey Baryaev |
|                            | Leomon Moreno 5:37' · Josemarcio Sousa 11:22', 7:52', 6:10', 5:39', 4:07' | Relatório | Fernando Ferrer 8:08' |                                                                             |

| 29 de Agosto de 2019 15:00 | Estados Unidos                                                           | 6–4       | Canadá                                    | Villa Deportiva del Callao Árbitro:GER Alexander Knecth BRA Max Marcucci |
|                            | Joshua Welborn 10:21', 6:30', 10:17', 5:46' · Tyler Merren 10:04', 1:56' | Relatório | Blair Nesbitt 11:38', 8:41', 6:03', 3:42' |                                                                          |

Medalha de Bronze
| 31 de Agosto de 2019 15:15 | Venezuela | 11–13     | Canadá                                                                                             | Villa Deportiva del Callao Árbitro:USA Alison McCarraher BRAMax Marcucci {{{3}}} |
|                            | Fernando Ferrer 0:59' · Carlos Linarez 8:58', 8:28', 6:02' · Wilmer Zambrano 10:10', 5:19', 1:22', 0:38', 10:36' | Relatório | Bruno Haché 11:01', 10:36', 10:15', 5:24', 3:47' · Blair Nesbitt 3:28', 4:21', 2:17', 2:15', 0:14' |                                                                                  |

Medalha de Ouro
| 31 de Agosto de 2019 17:45 | Brasil                                                                                   | 12–9      | Estados Unidos | Villa Deportiva del Callao Árbitro:GER Alexander Knecht RUS Alexey Baryaev |
|                            | Leomon Moreno 10:33', 8:21', 7:30', 3:04', 2:14' · Josemarcio Sousa 11:37', 3:57', 0:49' | Relatório | Matthew Simpson 10:28', 4:53' · Joshua Welborn 11:30', 6:44', 5:50' · Daryl Walker 0:45' · Tyler Merren 6:11' · Calahan Young 5:32', 0:57' |                                                                            |

## Classificação Final
| Pos.              | Equipe         | Campanha | Campanha | Campanha |
| Pos.              | Equipe         | V        | E        | D        |
| ----------------- | -------------- | -------- | -------- | -------- |
| Medalha de ouro   | Brasil         | 6        | 0        | 0        |
| Medalha de prata  | Estados Unidos | 5        | 0        | 1        |
| Medalha de bronze | Canadá         | 3        | 0        | 3        |
| 4                 | Venezuela      | 3        | 0        | 3        |
| 5                 | Argentina      | 2        | 0        | 2        |
| 6                 | México         | 1        | 0        | 3        |
| 7                 | Guatemala      | 0        | 0        | 4        |
| 8                 | Peru           | 0        | 0        | 4        |